# Punk: Chaos to Couture
Punk: Chaos to Couture (в переводе с англ. — «Панк: От хаоса до пошива одежды высокого класса ») — документальная проза, выпущенная в 2013 году.

## Обзор
Коллекция эссе и фотографий, связывающих стиль и моду панк-рока, основанного на выставке искусства в музеи Метрополитен.